# Nephrotoma barbigera
Nephrotoma barbigera là một loài ruồi trong họ Ruồi hạc (Tipulidae). Chúng phân bố ở miền Cổ bắc.